# حرب الاستقلال الإستونية
كانت حرب الاستقلال الإستونية (بالإستونية: «Vabadussõda» وتعني حرفيًا «حرب الحرية»)، والمعروفة أيضًا باسم حرب التحرير الإستونية، حملة دفاعية للجيش الإستوني وحلفائه، وعلى الأخص الجيش الشمالي الغربي لروسيا البيضاء (لاتفيا) والمملكة المتحدة، ضد الجبهة الغربية السوفيتية وعدوان جيوش بحر البلطيق. وقد كانت من ضمن البلدان التي خاضت الحرب الأهلية الروسية بين عامي 1918-1920. كانت حملة كفاح إستونيا في الأساس من أجل الحصول على استقلالها في أعقاب الحرب العالمية الأولى. أسفر ذلك عن انتصار للدولة المنشأة حديثًا، واختتمت بمعاهدة تارتو.

## المقدمة
بعد تفكك الإمبراطورية الروسية في نوفمبر 1917، أعلن المجلس التشريعي استقلال مقاطعة إستونيا -الذي كان قد انتُخب- مجلس مقاطعة إستونيا في ربيع ذلك العام، أنه أعلى سلطة في إستونيا. وبعد ذلك بوقت قصير، حل البلاشفة مجلس النواب الإستوني الإقليمي مُجبرين الإستونيين المؤيدين للاستقلال، على العيش تحت الأرض في العاصمة تالين بشكل مؤقت. بعد بضعة أشهر، وباستغلال الفترة الفاصلة بين تراجع الجيش الأحمر ووصول الجيش الإمبراطوري الألماني، أصدرت لجنة الإنقاذ التابعة للمجلس الوطني الإستوني ماباييف، إعلان الاستقلال الإستوني في تالين، في 24 فبراير 1918 وشكلت الحكومة الإستونية المؤقتة. كانت الفترة الزمنية الأولى لهذا الاستقلال قصيرة للغاية، إذ دخلت القوات الألمانية تالين في اليوم التالي. لم تعترف السلطات الألمانية بالحكومة المؤقتة ولا بمطالبتها باستقلال إستونيا، فاعتبرتهم جماعة مستقلة مُستغلة للحقوق السيادية لطبقة نبلاء البلطيق.

## سير الحرب
بعد ثورة نوفمبر في ألمانيا وإبرام معاهدة السلام مع القيصرية الألمانية، بين 11 و14 نوفمبر عام 1918، بعث مندوب ألمانيا رسميًا قوة سياسية إلى حكومة إستونيا المؤقتة. وفي 16 نوفمبر دعت الحكومة المؤقتة إلى التجنيد الطوعي وبدء تنظيم الجيش الإستوني بإشراف وزير الحرب قسطنطين باتس واللواء أندريس لاكا برتبة رئيس أركان الحرب واللواء ألكسندر تونيسون برتبة قائد الجيش الإستوني الذي تألف في البداية من كتبية واحدة.

### الهجوم الغربي السوفيتي
تحركت القوات السوفيتية في أواخر نوفمبر 1918 وشنت الحرب ضد إستونيا. ضربت الفرقة السادسة للبنادق الحمراء في 28 نوفمبر 1918، مدينة نارفا الحدودية، وكانت هذه بداية حرب الاستقلال الإستونية. هاجمت الفرقة السادسة للبنادق الحمراء إستونيا بـ7000 جندي من المشاة و22 من المدافع الميدانية و111 من المدافع الرشاشة، قطارًا مدرعًا وسيارتين مدرعتين وطائرتين ومشاركة الطراد أوليغ بمجندي البوغاتير مدعومًا بمدمرتين. دافع عن المدينة رجال من رابطة الدفاع الإستونية (حرس الدفاع الداخلي) (تتألف الرابطة جزئياً، من طلاب المدارس الثانوية) وفوج من مشاة الجيش الألماني رقم 405. استولى الحمر على نارفا في 29 نوفمبر، وانسحب فوج المشاة رقم 405 للاتجاه غربًا. افتتحت فرقة نوفغورود السوفيتية الثانية جبهة ثانية جنوب بحيرة بيبوس، تضم 7000 من الجنود المشاة، 12 مدفعًا ميدانيًا، 50 مدفعًا رشاشًا، قطاران مدرعان وثلاث مركبات مصفحة. كانت القوات العسكرية الإستونية مُؤلفة في ذلك الوقت من 2000 رجل يحملون أسلحة خفيفة، وحوالي 14500 رجلًا في رابطة الدفاع الإستونية، مسلحين بشكل ضعيف. شهدت نهاية نوفمبر 1918 تشكيل كتيبة البلطيق، وتعد هذه الكتيبة في المقام الأول، شركة للمدافع الرشاشة بالإضافة إلى جنود المشاة.
قدمت الأقلية الألمانية البلطيقية في إستونيا مجموعة كبيرة من القوات المتطوعة من أجل الكتيبة البلطيقية، والتي كانت واحدة من الوحدات القتالية الأولى للجيش الإستوني، والتي حافظت على ولائها القوي لسلطة الجمهورية. يتناقض هذا مع ما قامت به جيوش بحر البلطيق في لاتفيا. استولى الفوج 49 للبنادق اللاتفية الحمراء على تقاطع سكة حديد فالغا في 18 ديسمبر، ومدينة تارتو عشية عيد الميلاد. استولت الفرقة السادسة للبنادق الحمراء عشية عيد الميلاد على تقاطع سكة حديد تابا أيضًا، وتقدمت لتصبح قريبة من عاصمة البلاد تالين مسافة 34 كم. أعلن البلاشفة الإستونيون كميونة العمال الإستونية في نارفا. سيطر الجيش الأحمر السابع بحلول نهاية العام، على طول الخط الأمامي لإستونيا، على بعد 34 كم من شرق تالين، غرب تارتو وجنوب آيناجي. عُين العقيد يوهان ليدونر ليكون قائدًا للقوات المسلحة الإستونية. جند بحلول 23 ديسمبر 1918، 600 ضابط و11000 متطوع. أعيد تنظيم القوات العسكرية من خلال بعث الفرقة الثانية في جنوب إستونيا، وهي فرقة تحت قيادة العقيد فيكتور بوسكار، إلى جانب وحدات الكوماندوز، مثل كتيبة تارتوما بارتيسان وكتيبة كاليفي ماليف. تحصلت الحكومة الوطنية على مساعدة أجنبية. سلمت فنلندا لإستونيا في 5 ديسمبر، 5000 بندقية و20 بندقية ميدانية إلى جانب الذخيرة. وصل سرب من البحرية الملكية البريطانية بقيادة لواء البحرية، السيد إدوين ألكسندر سينكلير إلى تالين في 31 ديسمبر، وسلم 6500 بندقية و200 مدفعًا رشاشًا ومدفعين ميدانيين. استولى السرب على المدمرتين الروسيتين، «سبارتاك وأفترويل»، وسلمهم إلى إستونيا، التي أعادت تسميتهما لفامبولا ولينوك. وصلت إلى إستونيا في 2 يناير، وحدات متطوعة فنلندية تضم 2000 رجل. بُنيت ثلاثة قطارات مدرعة في تالين تحت قيادة الكابتن أنتون إيرف.

### تحرير الأراضي الإستونية
زادت صفوف الجيش الإستوني بحلول بداية عام 1919، ليصبح المجموع 13000 رجل، منهم 5700 في الواجهة الأمامية، لمواجهة 8000 سوفيتي. أوقف الجيش الإستوني في الفترة الزمنية التي استمرت بين 2 و5 يناير 1919، تقدم الجيش الأحمر السابع واستمر في هجومه المضاد في 7 يناير. حُررت تابا بعد يومين، في حملة كان أبرزها تركيب (القطارات المدرعة) الناجحة للغاية. تبع تحول الأحداث هذا، تحرير مدينة راكفيرا الكبيرة، في 12 يناير. عند تحرير نارفا، هبطت في 17 يناير، قوة إستونية فنلندية متكونة من 1000 فرد في أوتريا، في مقربة من الجزء الخلفي الذي تتموقع فيه فرقة البنادق السوفيتية السادسة. وبذلك، تراجعت القوات السوفيتية نحو الشرق. حُررت نارفا في اليوم التالي. ونتيجة لذلك، استقرت الجبهة الشمالية الشرقية على طول نهر نارفا. تقدمت الفرقة الأولى في غضون 11 يومًا، 200 كيلومتر. حُررت تارتوفي «منطقة الصراع الجنوبية» من خلال الانتشار السريع للقطارات المدرعة وكتيبة تارتوما الحزبية. استمرت الفرقة الثانية في التقدم جنوبًا لمواجهة المقاومة السوفيتية المتزايدة. طردت كتيبة ترتوما الحزبية بالتعاون مع المتطوعين الفنلنديين، فرقة البنادق اللاتفية من فالجا في معركة باجوفي 31 يناير. وُجه الجيش الأحمر السابع خارج حدود إستونيا المعاصرة (في ذلك الوقت)، واستمرت جبهة القتال في الاتجاه نحو المنطقة الإستونية التاريخية القديمة. وشهد النصف الثاني من فبراير، التقدم الإستوني جنوبًا لتحرير كل من سالاكغريفا وآلوكسني. سرعان ما أوقف حشد سوفيتي هذا التقدم، لشن هجوم توسعي جديد على إستونيا. في يوم الاستقلال الأول في 24 فبراير 1919، تألفت القوات الإستونية المُحاربة في الواجهة الأمامية، من 19000 رجل و70 مدفعًا ميدانيًا و230 مدفعًا رشاشًا. أصبحت إستونيا أول بلد صادّ للهجوم الغربي السوفيتي. هجمت الجيوش السوفيتية الحمراء الجديدة في النصف الثاني من فبراير، للاستيلاء على إستونيا. تحقيقًا لهذه الغاية، أنشأ السوفيتيون بما يشار إليه باسم الجيش الأحمر «الإستوني» الجديد. تألف هذا الجيش الضخم، من أكثر من 80000 مجندًا. صدت الفرقة الأولى الإستونية وحلفاؤها الشماليون، (فيلق روسيا البيضاء)، هجمات على الجيش الأحمر السابع، على طول نهر نارفا.